# Anorhinosia anomala
Anorhinosia anomala är en insektsart som beskrevs av Thierry Bourgoin 1997. Anorhinosia anomala ingår i släktet Anorhinosia och familjen Meenoplidae. Inga underarter finns listade i Catalogue of Life.